# 安珠瑚
安珠瑚（？—1686年），瓜爾佳氏，清初政治人物。滿洲正黃旗人。
先世居於蘇完。其父阿喇穆，任牛彔額真，順治元年（1644年）清兵入關，與李自成軍作戰身亡，授世職「半個前程」（即雲騎尉）。
安珠瑚繼承世職，累進三等阿達哈哈番。擢甲喇額真，兼刑部郎中。順治十四年（1657年）因丁酉江南科場案牽連降級。隨大將軍伊爾德進攻舟山、隨將軍濟什哈討伐萊州反清武裝，均有功。康熙六年（1667年），授寧古塔副都統。康熙十五年（1676年），增設吉林烏喇副都統，命安珠瑚輔佐巴海安撫新滿洲。康熙十七年，擢盛京將軍。康熙二十一年，聖祖東巡，見邊界多有戰骨暴露，諭安珠瑚訪察安葬。康熙二十二年，因病乞休，聖祖責其失職，奪官，發吉林烏拉效力。康熙二十四年，授索倫總管。康熙二十五年（1686年）卒。
安珠瑚入對時，曾說受到下屬士兵藐視。康熙帝即知其平庸懦弱。安珠瑚死後，皇帝命削其世職。